# Andrés Palop
Andrés Palop Cervera (L'Alcúdia, Valencia, 22. listopada 1973.) španjolski je umirovljeni nogometni vratar.
Nekoliko godina je proveo u Valenciji, gdje je bio zamjena Santiagu Cañizaresu. 
Na Euru 2008 Palop je bio treći vratar španjolske nogometne reprezentacije, koja je osvojila zlatnu medalju. Nije upisao nijednu utakmicu za Španjolsku.

## Trofeji

### Valencia
- La Liga: 2002., 2004.
- Kup UEFA: 2004.
- Europski Superkup: 2004.

### Sevilla
- Kup UEFA: 2006., 2007.
- Europski Superkup: 2006
- Copa del Rey: 2007.
- Španjolski superkup: 2007.

### Reprezentacija
- Europska nogometna prvenstva

- Pobjednik (1): 2008.